# جورد
جورد روستایی از توابع بخش رودهن شهرستان دماوند در استان تهران ایران است.

## جمعیت
این روستا در دهستان آبعلی قرار دارد و براساس سرشماری مرکز آمار ایران در سال ۱۳۸۵، جمعیت آن ۲۷۰ نفر (۷۶خانوار) بوده‌است.

## زبان
زبان ساکنین روستای جورد تاتی است.